# Premio Factor Humà Mercè Sala
El Premio Factor Humà Mercè Sala distingue organizaciones, proyectos y equipos que destacan en el ámbito de la gestión de personas. Fue creado por la Fundació Factor Humà, entidad promovida en 1997 por Mercè Sala, política y economista catalana. Es un homenaje a su figura y por eso se otorga a iniciativas de empresas e instituciones que pongan en práctica los valores que ella impulsaba, como el trato humano, la innovación, el pragmatismo, la visión global. 

## Historia
La primera edición de este premio tuvo lugar en 2009, coincidiendo con el primer aniversario de la muerte de Mercè Sala. Desde entonces, las organizaciones distinguidas han sido:
- La Fageda (2009)
- Metalquimia (2010)
- Desigual (2011)
- Hospital Sant Joan de Déu (2012)
- Softonic (2013)
- AMES (2014)
- Amat Immobiliaris (2015)
- Affinity Petcare (2016)
- Ampans (2017)